# セバスティアン・トゥータン
セバスティアン・トゥータン（Sébastien Toutant, 1992年11月9日 - ）は、カナダのスノーボード選手。2018年平昌オリンピックのスノーボード競技ビッグエアー種目金メダリスト。

## 人物
9歳からスノーボードを始めた。2014年ソチオリンピックではスロープスタイルに出場に9位に終わった。2018年平昌オリンピックではスロープスタイルで11位に留まったものの、新種目のビッグエアーでは「トリプルコーク1620」を決め金メダルを獲得した。